# Liste de personnalités carthaginoises

Périple de Hannon

L'époque carthaginoise  a connu l'apparition de certaines personnalités qui excellaient dans plusieurs domaines, dont Hannon, Himilcon,  Magon le Carthaginois et Hannibal Barca sont les plus connus.

## Hannon
Hannon est un navigateur et explorateur carthaginois qui a exploré une partie des côtes africaines à une date incertaine, entre -630 et -530, voire -425. 
Vers 500 av. J.-C., il est chargé par Carthage de franchir les Colonnes d'Hercule avec une flotte de soixante navires de cinquante rameurs chacun et 30 000 personnes à bord ; il doit débarquer à chaque étape pour y fonder des colonies ou peupler des comptoirs déjà existants et, une fois atteint le dernier comptoir, poursuivre sa route pour une expédition d'exploration. Il réussit son exploit et découvre le Cameroun pour la première fois.

## Himilcon
Himilcon (en phénicien Chimilkât), dit le Navigateur, est un navigateur et explorateur carthaginois que l'on croit contemporain d'Hannon (Ve siècle av. J.-C.).
Himilcon est le premier explorateur connu de la mer Méditerranée à atteindre les côtes du nord ouest de l'Europe. Il conduisit une expédition dans l'Océan septentrional : il y explora les îles Britanniques et Cassitérides (Scilly).

## Hannibal Barca

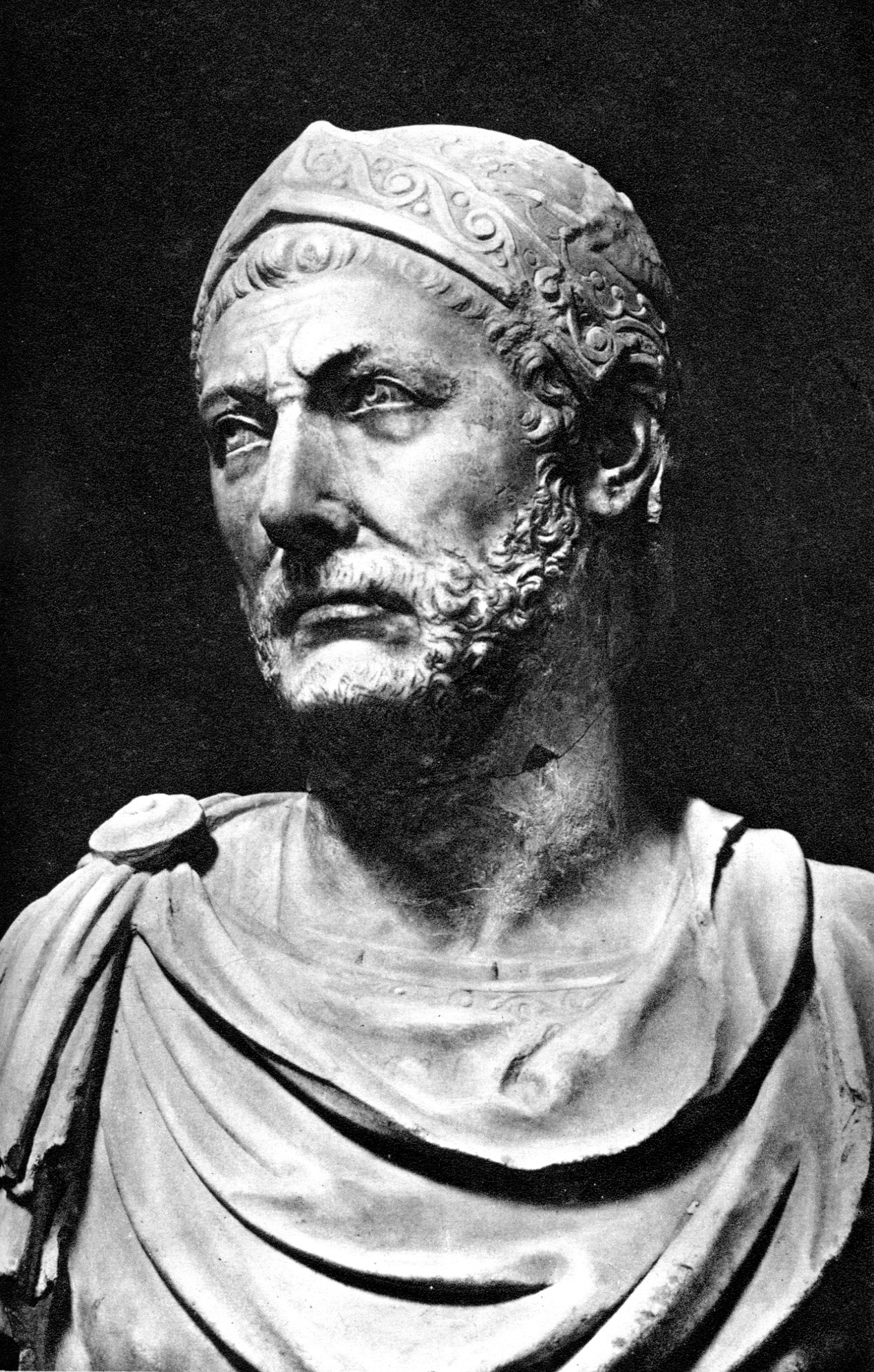
Buste d'Hannibal

Hannibal Barca (en phénicien Hanni-baal signifie « qui a la faveur de Baal » et Barca, « foudre »), généralement appelé Annibal ou Hannibal, né en 247 av. J.-C. à Carthage (au nord-est de l’actuelle Tunis en Tunisie) et mort par suicide entre 183 et 181 av. J.-C.,, en Bithynie (près de l’actuelle Bursa en Turquie), est un général et homme politique carthaginois, généralement considéré comme l’un des plus grands tacticiens militaires de l’histoire.
Il grandit durant une période de tension dans le bassin méditerranéen, alors que Rome commence à imposer sa puissance en Méditerranée occidentale : après la prise de la Sicile et de la Sardaigne, conséquence de la première guerre punique, les Romains envoient des troupes en Illyrie et poursuivent la colonisation de l’Italie du Nord. Élevé, selon la tradition historiographique latine, dans la haine de Rome, il est, selon ses ennemis, à l’origine de la deuxième guerre punique que les Anciens appelaient d’ailleurs « guerre d’Hannibal ».

Stratégies durant la bataille de la Trébie

À la fin de l’année 218, il quitte l’Espagne avec son armée et traverse les Pyrénées, puis les Alpes pour gagner le nord de l’Italie. Pourtant, il ne parvient pas à prendre Rome. Selon certains historiens, Hannibal ne possède alors pas le matériel nécessaire à l’attaque et au siège de la ville.
Pour John Francis Lazenby, ce ne serait pas le manque d’équipements, mais celui de ravitaillement et son ambition politique qui empêchent Hannibal d’attaquer la cité. Néanmoins, il réussit à maintenir une armée en Italie durant plus d’une décennie sans toutefois parvenir à imposer ses conditions aux Romains. Une contre-attaque de ces derniers le force à retourner à Carthage où il est finalement défait à la bataille de Zama, en 202 av. J.-C..
L’historien militaire Theodore Ayrault Dodge lui donne le surnom de « père de la stratégie » du fait que son plus grand ennemi, Rome, adopte par la suite des éléments de sa tactique militaire dans son propre arsenal stratégique. Cet héritage lui confère une réputation forte dans le monde contemporain où il est considéré comme un grand stratège par des militaires, tels que Napoléon Ier et le duc de Wellington. Sa vie sert plus tard de trame à de nombreux films et documentaires.

## Magon le Carthaginois
Magon ou Mago était un érudit carthaginois du IIIe ou IIe siècle av. J.-C. Il rédigea un important traité sur l’agriculture en langue punique qui fut l’une des sources les plus importantes sur le sujet pendant plusieurs siècles. Ce traité était si fameux et estimé dans l’Antiquité qu’il fut sur ordre du Sénat romain, après la destruction de Carthage en 146 av. J.-C. par les Romains, le seul ouvrage que ceux-ci ramenèrent à Rome.	
Le traité de Magon est connu pour contenir les premières techniques purement scientifiques de la viticulture et la vinification ; l’apiculture ; sur l’élevage ; sur le jonc.

## Adherbal
Adherbal était un amiral carthaginois actif pendant la Première Guerre punique (264-241 av. J.-C.), qui opposa Carthage à Rome pour le contrôle de la Sicile. Il est principalement connu pour avoir commandé la flotte carthaginoise lors de la Bataille de Drépane en 249 av. J.-C.

## Clitomaque de Carthage
Clitomaque de Carthage, né sous le nom d’Hasdrubal en 187 av. J.-C. à Carthage, fut un philosophe académicien marquant de l’Antiquité.